# Reyhan Arabacıoğlu
Reyhan Arabacıoğlu (Bulgaria, 22 dicembre 1982) è un ex sollevatore turco medagliato olimpico e mondiale, che ha gareggiato nelle categorie dei pesi leggeri (fino a 69 kg.) e dei pesi medi (fino a 77 kg.).

## Carriera
Cresciuto sportivamente a Smirne, Arabacıoğlu, dopo aver ottenuto buoni risultati da juniores, vinse all'esordio tra i senior la medaglia di bronzo nella categoria dei pesi leggeri ai Campionati mondiali di Antalya 2001 con 335 kg. nel totale, alle spalle del bulgaro Gălăbin Boevski (340 kg.) e del greco Giōrgos Tzelilīs (335 kg.).
L'anno successivo Arabacıoğlu fu medaglia di bronzo ai Campionati europei di Antalya con 330 kg. nel totale, ancora dietro a Boevski e a Tzelilīs.
Nel 2003 passò alla categoria superiore dei pesi medi, vincendo la medaglia d'argento ai Campionati europei di Loutraki con 365 kg. nel totale, battuto dal bulgaro Georgi Markov (367,5 kg.), e qualche mese dopo ottenendo un'altra medaglia d'argento ai Campionati mondiali di Vancouver con 355 kg. nel totale, questa volta dietro all'iraniano Mohammad Ali Falahatinejad (357,5 kg.).
Nel 2004 Arabacıoğlu partecipò alle Olimpiadi di Atene, terminando la gara al 4º posto finale con 360 kg. nel totale, dietro al connazionale Taner Sağır (375 kg.), al kazako Sergej Filimonov (372,5 kg.) ed al russo Oleg Perepečёnov (365 kg.). Tuttavia nel 2013 il CIO decise di togliere la medaglia di bronzo a Perepečёnov per essere risultato positivo al doping a seguito di successivi e più accurati controlli, e di riassegnare pertanto la stessa medaglia a Arabacıoğlu.